# ارنست ساوکویچ
ارنست ساوکویچ (انگلیسی: Ernst Savkovic؛ زادهٔ ۲۳ اوت ۱۹۵۳) بازیکن فوتبال اهل آلمان است.
از باشگاه‌هایی که در آن بازی کرده‌است می‌توان به باشگاه فوتبال دویسبورگ و باشگاه فوتبال بروسیا دورتموند اشاره کرد.